# 양산 통도사 신석우 초상
양산 통도사 신석우 초상(梁山 通度寺 申錫愚 肖像)은 대한민국 경상남도 양산시 하북면, 통도사에 있는, 경상도관찰사를 역임한 바 있는 정헌대부행예조판서 신석우(1805∼1865)의 초상화이다. 
2006년 11월 2일 경상남도의 유형문화재 제451호 통도사 소장 신석우영정으로 지정되었다가, 2018년 12월 20일 현재의 명칭으로 변경되었다.

## 개요
이 영정은 경상도관찰사를 역임한 바 있는 정헌대부행예조판서 신석우(1805∼1865)의 초상화로 화면은 황토색 돗자리를 경계로 상하 2단으로 구분된다. 인물은 정면향에 가까운 전신교의좌상으로 호피를 걸친 의자에 앉아 있으며, 얼굴은 좌안7분면이다. 양손은 腹前에 모아 소맷자락 안으로 넣었고 두 발은 족좌대 위에 얹은 모습이다. 인물의 자세는 양발을 족좌대 위에 정면을 향해 밖으로 약간 벌린 채 얹고 있어 측면관의 족좌대 시점과 대조를 이룬다.
안면부는 담황색을 바르고 윤곽선은 옅은 주색으로 그었다. 상검선은 농묵, 하검선은 담묵으로 그었으며, 눈꼬리 선은 살짝 위로 올려 마무리 하였다. 눈의 양끝은 옅은 주색으로 바림하여 紅氣를 띠며, 눈동자는 갈색으로 채색한 후 농묵으로 윤곽선을 잡고 그 외곽으로 백색세선을 그었으며 동공은 농묵을 찍어 섬세하고 사실적인 표현을 하였다. 그리고 눈썹은 세묵선으로 간략하게 묘사하고 다문 입술은 주색으로 칠한 후 먹으로 윤곽을 잡았다. 미간과 안와선, 코와 귀 주변에는 동일 계열색으로 다소 짙게 바림하여 음영을 표현하였다. 안정된 시선과 부드러운 선염에 의해 인물의 강직함과 더불어 인자한 성품을 전해주는 느낌이다. 착의는 時服차림으로 紗帽, 團領(袍), 帶, 靴를 착용하였다. 사모는 모체가 높고 모정이 둥글며 양각의 끝부분이 넓어지면서 완만하게 둥근 형태이다. 
그리고 양각이 약간 앞으로 굽어져 있는 형태는 조선 후기 복식을 반영하고 있다. 무늬가 없는 담홍색 단령의 의습선은 꺾임이 있는 철선묘의 먹선으로 힘 있게 표현하였다. 대체적으로 안면과 의복 묘사를 비교해 보면 안면은 섬세한 필선과 자연스런 바림으로 사실적인 묘사를 구사한 반면, 의복표현은 대담하면서도 입체감을 드러내지 않는 선묘위주로 묘사하였다. 그런데 의복의 경우 채색 아래로 보이는 하묘선과는 달리 의습선이 그려져 있어 기존 초안을 참조하되 일부 수정을 가하여 제작한 것으로 판단된다.
의자는 짙은 갈색으로 목리문을 묘사하면서 갈색과 농묵을 바림하여 음영을 강하게 나타내었으며, 족좌대의 측면에는 주색과 군청색의 대비되는 색채로 처리하고 검은 바탕의 네모판에 각각 백세선으로 花文을 그려 화려하고 장식적인 느낌을 준다. 배경에는 아무런 문양이 없으며 돗자리는 옅은 황토색바탕에 먹으로 세로선을 균일하게 그은 후 농묵으로 간략한 화문석 문양을 그렸다.
신석우는 정2품 예조판서를 지냈음으로 품계에 따르면 鈒金帶를 착용해야하나 화면에서는 鶴頂帶를 하고 있다. 鶴頂帶는 황색바탕에 鶴 정수리의 붉은 색을 상징하는 적색 화각으로 장식한 帶로서, 17세기이후 초상화에 자주 보이기 시작한다.
화면의 주인공인 신석우의 자는 聖如, 호는 海藏, 본관은 平山이다. 아버지는 在業이고 어머니는 좌참찬 金履度의 딸이다. 1834년 식년문과에 병과로 급제한 이후 예문관검열, 병조참판, 우승지, 양주목사, 대사성, 이조참의, 승지, 이조참판 등을 거쳐 1859년 형조판서에 이어 1860년 예조판서가 된 자이다. 1860년에는 冬至正使로 청나라에 다녀오기도 하였으며 문장과 글씨에 뛰어나 1863년에는 「海州紀蹟碑」의 書寫官을 지내기도 하였다. 그는 경상도관찰사로 재직(1855. 10. 6~1857. 6. 28)할 당시 그는 이 지역이 수재를 당하자 진휼을 위한 재원을 요청하였으며 또한 이 때 재해를 입은 논밭을 준획해 줄 것을 건의하였다. 또한 통도사의 製紙役을 면제해주었다고 전해지고 있어 이 같은 연유로 그 업적을 기리고자 이 사찰에서 초상화를 제작한 것으로 사료된다. 그런데 신석우는 포폄기록을 소홀히 한 탓으로 임기를 채우지 못하고 경상도관찰사직에서 파직 당하였다. 따라서 본 작품은 예조판서를 역임한 이후 즉, 1860년 이후에 제작된 것으로 추정된다.
신석우의 초상화는 조선 19세기 인물화의 표현기법이 잘 반영된 작품일 뿐만 아니라 연혁 또한 정확한 기록을 남기고 있는 중요한 자료이다.

## 같이 보기
- 신석우

## 참고 문헌
- 양산 통도사 신석우 초상 - 국가유산청 국가유산포털